# Bala de goma

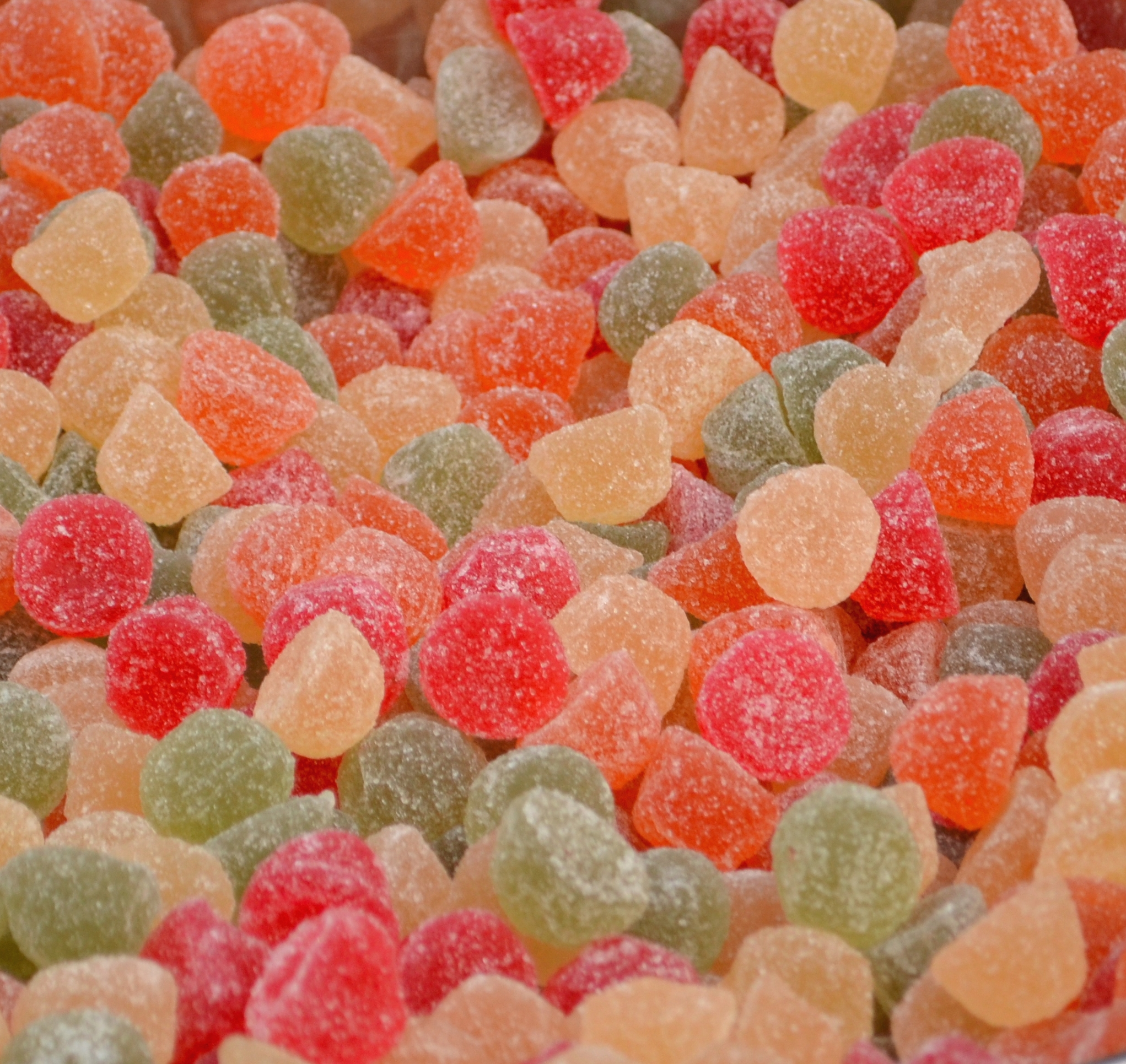
Balas de goma de fruta

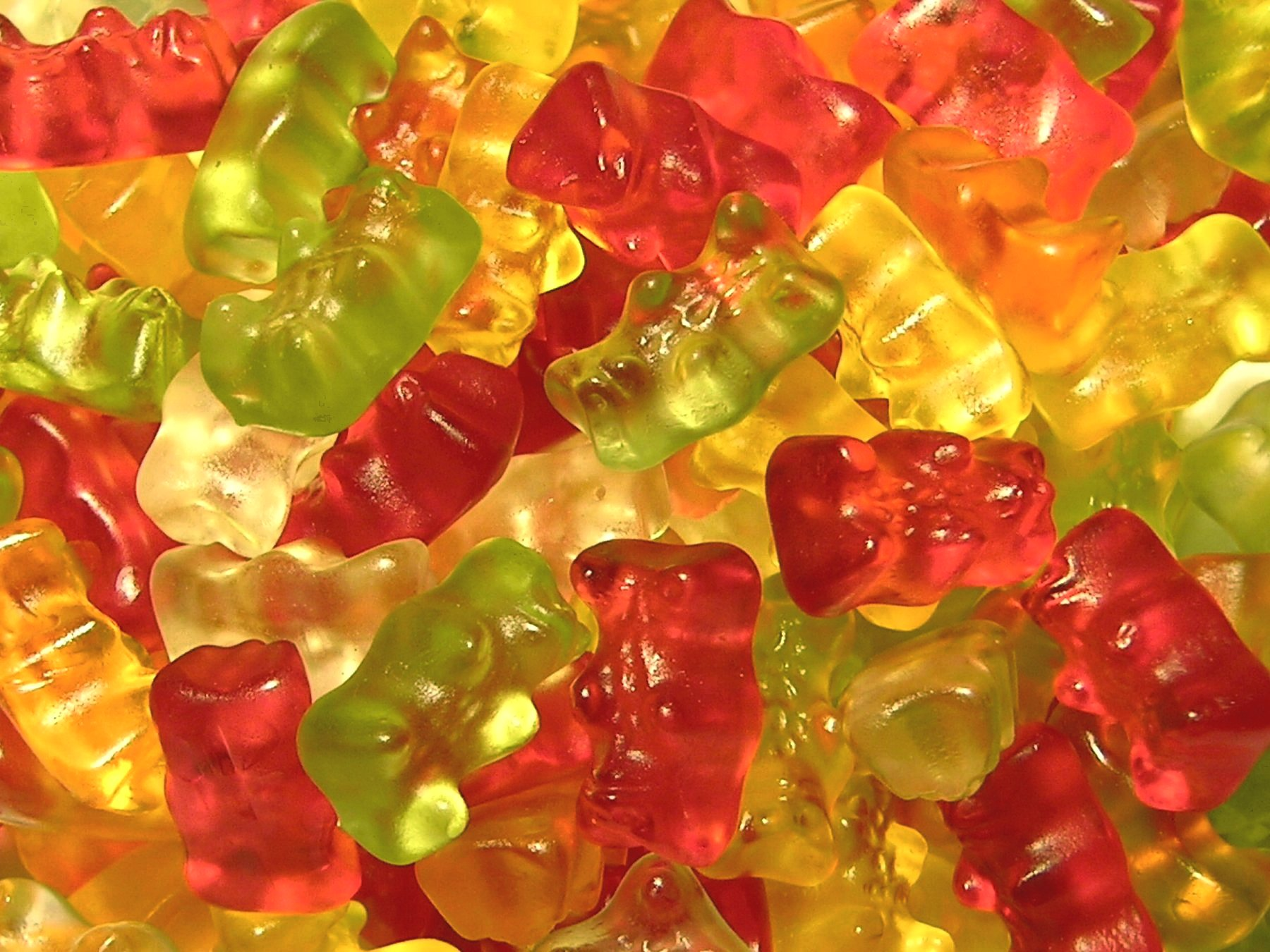
Balas de goma

A bala de goma(pt-BR) ou goma(pt-PT?), ou jujuba, é um doce gelatinoso, comum em festas infantis. São muito conhecidas as em forma de ursinhos, minhocas, existindo em muitas outras variedades.
Em Portugal, a designação "goma" abrange também a variedade mais suave, correspondente aos "marshmallows" anglo-saxónicos.
Outras versões tradicionais incluem minhoca, rã, hambúrgueres, cerejas, garrafas de refrigerante, tubarão, hipopótamos, lagostas, melancias, polvo, maçã, pêssego, laranja e até Smurfs.

## História
Gummies têm uma longa história como doce popular. O doce foi inventado pelo pai de Hans Riegel em 1922.
Em 2008, a companhia R.M. Palmer Co assinou um acordo com a Ringling Bros e Barnum & Bailey Circus para se tornar um produtor autorizado a produzir gummies.
Existe também as variedades produzidas pela Lutti, que foi então comprado pela divisão francesa da Leaf Candy Company e é agora controlada por um grupo de investimento privado.
Em fevereiro de 2005, queixas da New Jersey Society for the Prevention of Cruelty to Animals (Sociedade para a Prevenção da Crueldade contra os Animais de Nova Jersey) contra a  Kraft Foods fizeram com que a empresa interrompesem a produção de uma linha em forma de animais mortos por atropelamento. A sociedade queixou-se que os produtos, em forma de esquilos parcialmente atropelados, galinhas e cobras, daria às crianças uma mensagem errada sobre o tratamento adequado dos animais.

## Saúde
Junto com chocolate, refrigerantes, preparados artificiais, frutos secos revestidos de chocolate e frutas, chiclete, pirulitos, caramelo confeitos, marshmallows, os doces de goma foram proibidos em algumas escolas canadenses.
Os cientistas estudaram a adição de proteção de dente como substituto do açúcar xilitol para combater as cáries. As balas também podem servir de veículo para suplementos dietético como guaraná, vitamina C, vitamina B e outros aditivos também estão no mercado.